# 肇嘉浜路站
肇嘉浜路站位于上海徐汇区肇嘉浜路东安路，为上海轨道交通7号线及9号线的地下换乘站。7号线車站於2009年12月5日開通，而9号线車站於2009年12月31日開通。

## 車站结构
7号线车站及9号线站台为地下岛式站台，9号线站台在地下二层（B2层），7号线站台在地下三层（B3层）。车站通过站台间的两座楼梯实现垂直换乘，两座楼梯均为单向通行。

### 楼层分布
| 地面层   | 出入口             | 2-4出入口                        |  |  |
| 地下一层 | 站厅               | 票务服务、自动售票机、人工服务台 |  |  |
| 地下二层 |                    | █ 9号线 往上海松江站（徐家汇）   |  |  |
|          | 岛式站台，左侧开门 |                                  |  |  |
|          |                    | █ 9号线 往曹路（嘉善路）         |  |  |
| 地下三层 |                    | █ 7号线 往美兰湖（常熟路）       |  |  |
|          | 岛式站台，左侧开门 |                                  |  |  |
|          |                    | █ 7号线 往花木路（东安路）       |  |  |

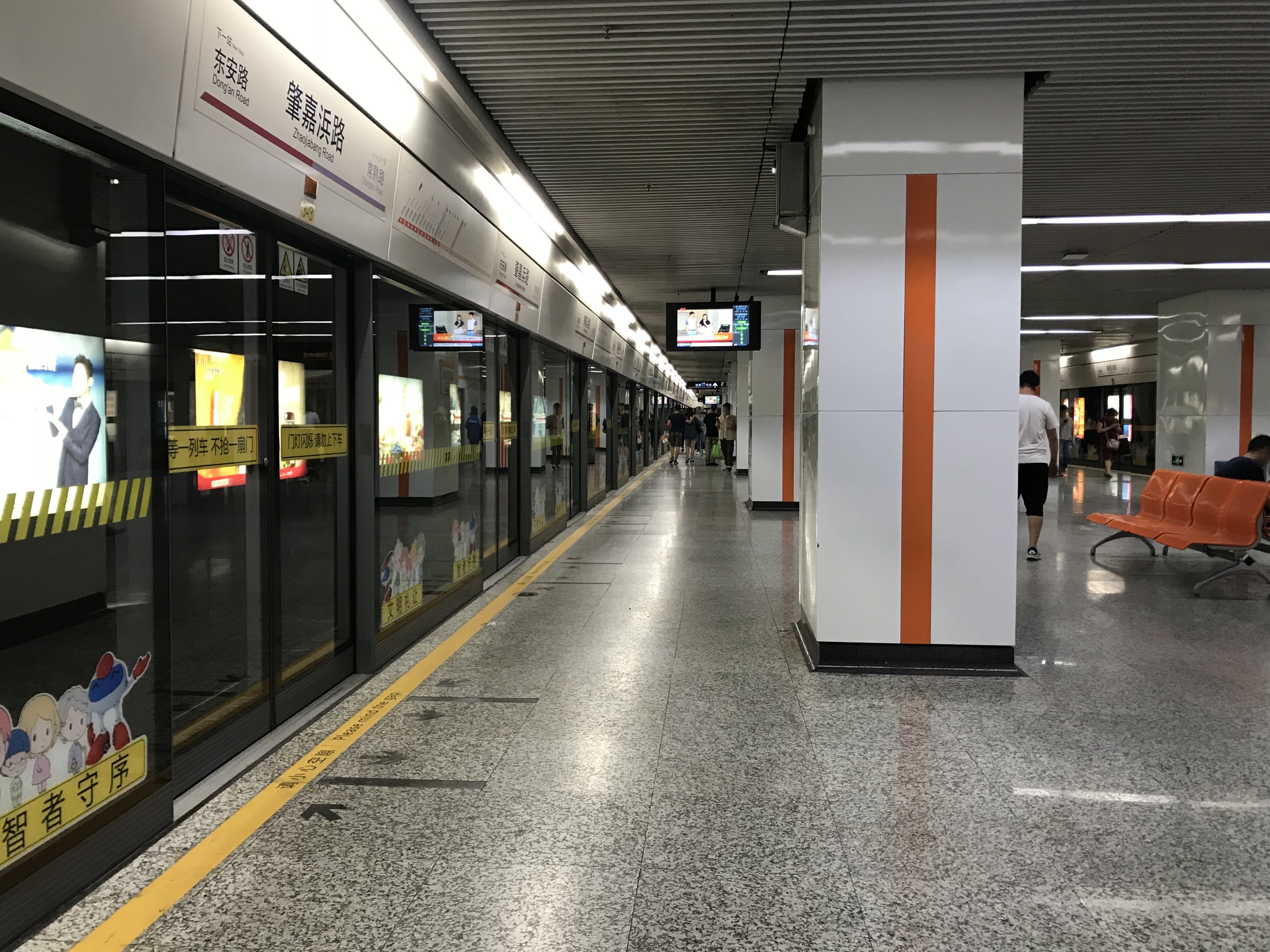
7号线往东安路站方向站台
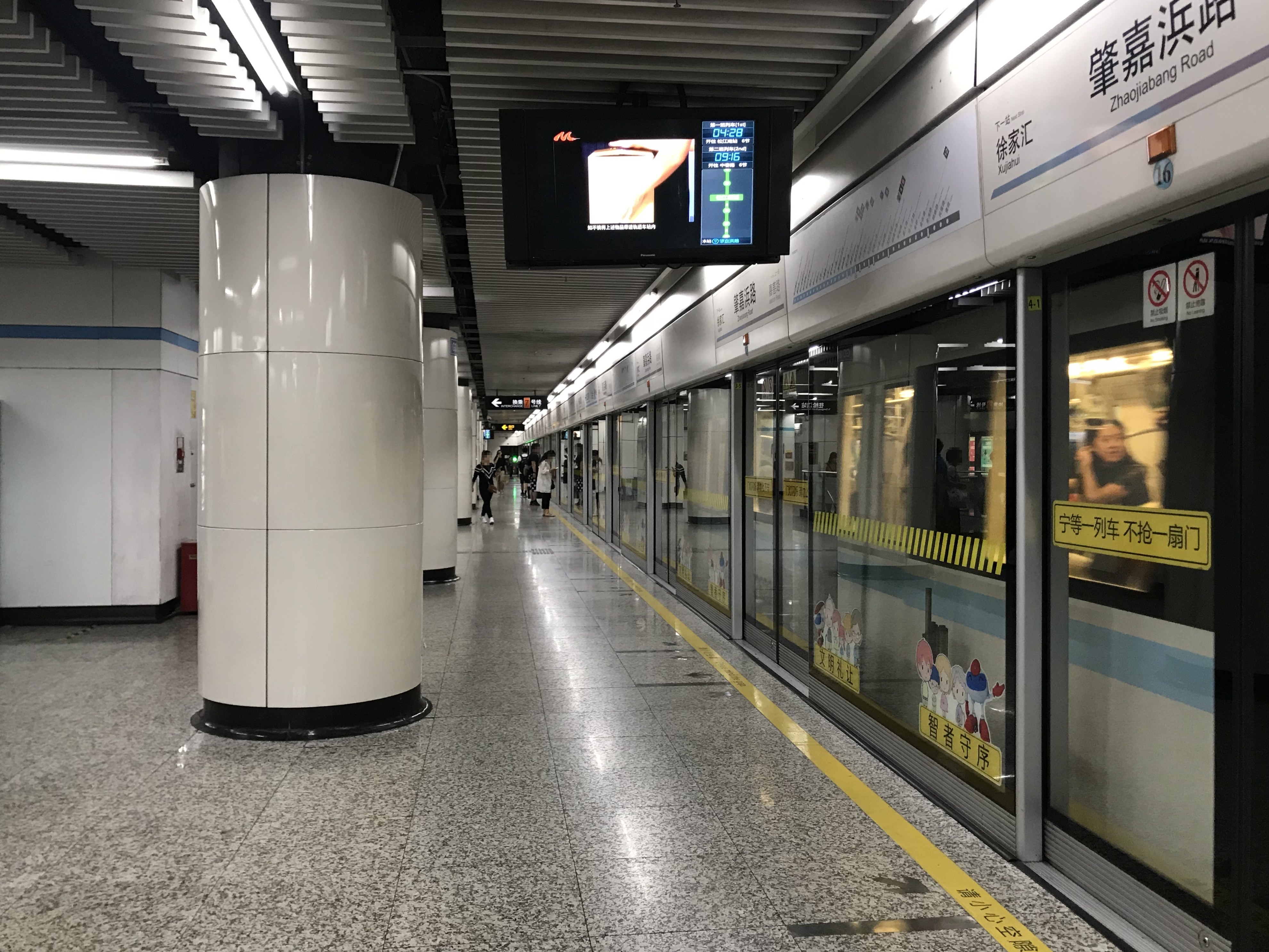
9号线往徐家汇站方向站台
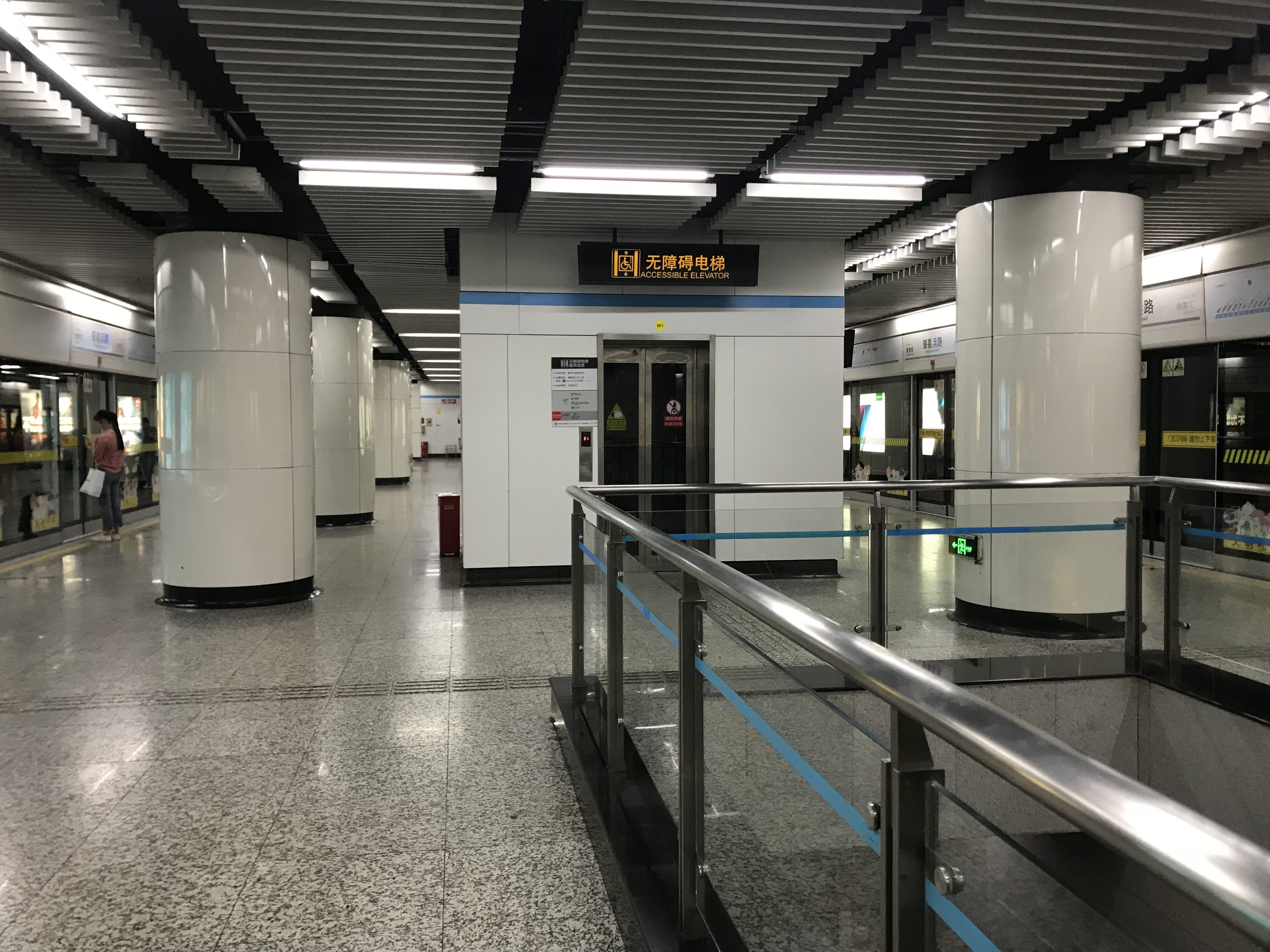
9号线站台
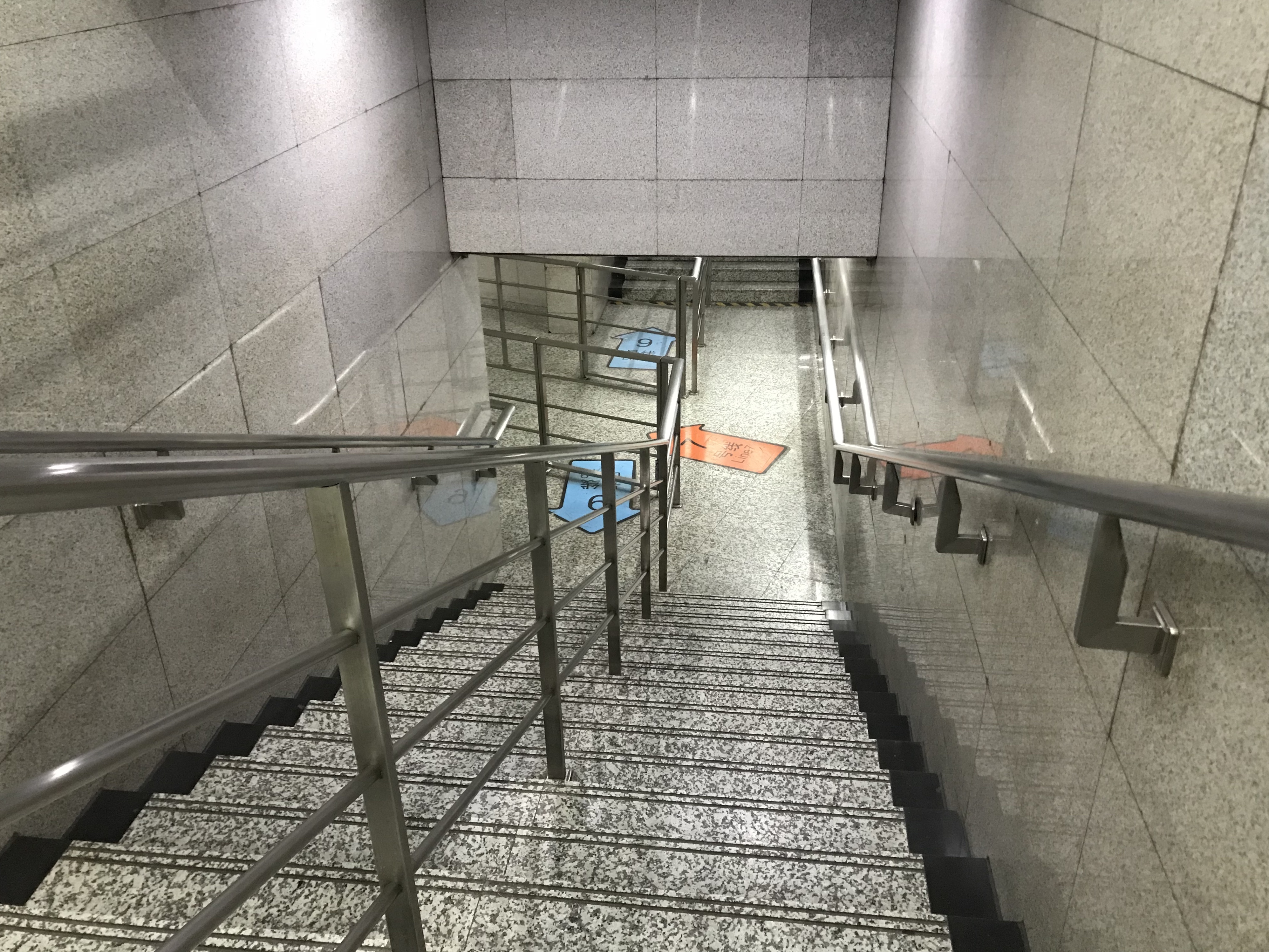
7号线與9号线站台層之間的换乘楼梯

## 车站出口
| 出口编号            | 出口指示                 | 照片 |
| ------------------- | ------------------------ | ---- |
| 2 · 出口            | 东安路，肇嘉浜路         |      |
| 3 · 出口            | 东安路                   |      |
| 4 · 出口 · （设有） | 东安路，肇嘉浜路，青松城 |      |
| 图例： 设有         |                          |      |

## 接驳交通

### 公交
15、42、43、43（区间）、45、49、50、72、89、167、171、205、218、301、303、315、320、326、327、548、572、572（区间）、712、733、806、816、820、824、830、864、927、931、932、957、984、985、隧道二线、隧道夜宵一线、徐闵夜宵线、徐川专线、徐闵线

## 周边
- 复旦大学上海医学院
- 复旦大学附属中山医院
- 复旦大学附属儿科医院（枫林路门诊部）